# 北洋机器局

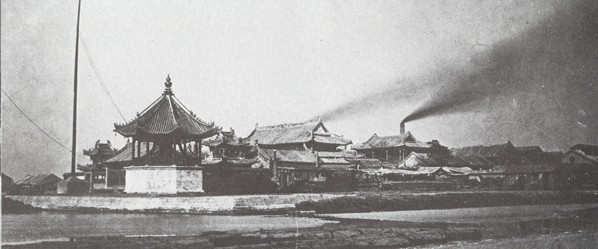
海光寺和天津机器制造局西局子全景

北洋机器局（又称军火机器总局、天津机器制造局）是中国早期的现代化兵工厂，簡稱津局，1867年由三口通商大臣崇厚為經始督辦人。英国人密妥士担任总办。1870年由李鸿章接办。1895年改名總理北洋機器局。基本是煉鋼，以制造火药、枪炮、子弹、水雷，布置水雷用的轮船和挖河船为主。曾建造中国第一艘潜水艇、挖泥船、舟桥船。并于世界上最早研制出硝化棉无烟火药
，后于1900年八国联军入侵时被焚毁。直至袁世凱繼任直隸總督，另擇山東德州城外花園地方，興建新廠。1904年新廠開始生產，是為津局之再生。